# Farkas János (hegedűművész)
Farkas János (Pozsony, 1869. – Kolozsvár, 1898. augusztus 4.) magyar hegedűművész.

## Életútja
Apja Farkas Ödön, a kolozsvári zenei konzervatórium igazgatója volt. Előbb Hubay Jenőnél, majd Berlinben Joachim mester vezetése alatt tanult s Joachim annyira megszerette a nagy tehetségű, szerény magyar ifjút, hogy maga mellé vette, teljesen díjtalanul tanította és anyagilag is támogatta. Két éven át volt tagja a Hubay-Popper kvartett-társaságnak, s a zeneakadémián gyakran helyettesítette mesterét, Hubayt. A magasabb osztályokban tanított. 1895-től a budapesti kamara-zeneegyesületnek is második hegedűse volt. 29 éves korában, Kolozsvárott halt meg tüdőbajban.